# ゴーン・トゥ・アース
『ゴーン・トゥ・アース』（Gone to Earth）は、デヴィッド・シルヴィアンの3作目となるスタジオ・アルバム。

## 詳細
ヴァージン・レコードから、LPレコードは2枚組として発売された。1枚目がボーカル曲のみ、2枚目がインストゥルメンタル曲のみの構成となっている。オリジナルのCDは7曲を収録せず1枚にまとめられて発売されたが、後に2枚組として再リリースされた。日本では1986年のリリース当時『遙かなる大地へ』という邦題が付けられていた（収録曲のタイトルにも同様に邦題が付けられた）。1993年の再リリース、2003年のCCCD盤ではいずれも原題のカナ表記に変更されている。
ロバート・フリップ、ビル・ネルソン、スティーヴ・ジャンセン、リチャード・バルビエリが参加している。
ソロ・デビュー作『ブリリアント・トゥリーズ』の、ロックの影響が色濃く残る音楽を想像していたファンからは、あまりにジャズのような音空間を構築しているとして驚いて迎えられた。実際に、本人も今作をレコーディングする前にジャズをよく聴いていたとインタビューで語っている。この頃、デヴィッドはゲオルギイ・グルジエフの思想に傾倒していた（『シークレッツ・オブ・ザ・ビーハイヴ』のライナーで、ピーター・バラカンが語っている）。1991年に参加するジャパンの再結成プロジェクト、レイン・トゥリー・クロウでは、デヴィッドの麻薬常習癖が障害となって本格的なジャパン再始動とならなかったと囁かれた（『ゴーン・トゥ・アース』の作風、音空間が常習者のそれであると指摘する声があがったが、真偽のほどは不明）。今作で共作したロバート・フリップとの縁は後にも続き、1993年にはシルヴィアン/フリップ名義のアルバム『ザ・ファースト・デイ』をリリースしている。

## 収録曲

### 2003年リリースのリマスター盤の構成
全曲、デヴィッド・シルヴィアン作曲。その他は下記参照。
ディスク 1
1. テイキング・ザ・ヴェール - "Taking the Veil"
2. ラフター・アンド・フォーゲッティング - "Laughter and Forgetting"
3. ビフォア・ザ・ブルファイト - "Before the Bullfight"
4. ゴーン・トゥ・アース - "Gone to Earth" (ロバート・フリップ、シルヴィアン)
5. ウェイヴ - "Wave"
6. リヴァー・マン - "River Man"
7. シルヴァー・ムーン - "Silver Moon"
8. リヴァー・マン（リミックス） - "River Man" (Remix)
9. ゴーン・トゥ・アース（リミックス） - "Gone to Earth" (Remix) (フリップ、シルヴィアン)
10. キャンプ・ファイア、コヨーテ・カントリー（リミックス） - "Camp Fire : Coyote Country" (Remix) (フリップ、シルヴィアン)

ディスク 2
1. ヒーリング・プレイス - "The Healing Place"
2. アンサード・プレイヤーズ - "Answered Prayers" (ビル・ネルソン、シルヴィアン)
3. ホエア・ザ・レイルロード・ミーツ・ザ・シー - "Where the Railrood Meets the Sea"
4. ウドゥン・クロス - "The Wooden Cross"
5. シルヴァー・ムーン・オーヴァー・スリーピング・スティープルズ - "Silver Moon over Sleeping Steeples"
6. キャンプ・ファイア、コヨーテ・カントリー - "Camp Fire:Coyote Country" (フリップ、シルヴィアン)
7. ア・バード・オブ・プレイ - "A Bird Of Prey Vanishes Into A Bright Blue Cloudless Sky"
8. ホーム - "Home"
9. サンライト・シーン・スルー・タワーリング・トゥリーズ - "Sunlight Seen Through Towering Trees"
10. アポン・ディス・アース - "Upon This Earth" (フリップ、シルヴィアン)